# Пауновац
Пауновац је насељено место у општини Соколовац, Копривничко-крижевачка жупанија, Хрватска.

## Историја
До територијалне реорганизације у Хрватској био је у саставу старе општине Копривница.

## Становништво
У попису становништва из 2011. године, Пауновац је имао 30 становника.
| Број становника према пописима | Број становника према пописима | Број становника према пописима | Број становника према пописима | Број становника према пописима | Број становника према пописима | Број становника према пописима | Број становника према пописима | Број становника према пописима | Број становника према пописима | Број становника према пописима | Број становника према пописима | Број становника према пописима | Број становника према пописима | Број становника према пописима | Број становника према пописима |
| ------------------------------ | ------------------------------ | ------------------------------ | ------------------------------ | ------------------------------ | ------------------------------ | ------------------------------ | ------------------------------ | ------------------------------ | ------------------------------ | ------------------------------ | ------------------------------ | ------------------------------ | ------------------------------ | ------------------------------ | ------------------------------ |
| 1857                           | 1869                           | 1880                           | 1890                           | 1900                           | 1910                           | 1921                           | 1931                           | 1948                           | 1953                           | 1961                           | 1971                           | 1981                           | 1991                           | 2001                           | 2011                           |
| 59                             | 56                             | 59                             | 65                             | 78                             | 99                             | 83                             | 110                            | 82                             | 97                             | 98                             | 84                             | 53                             | 41                             | 39                             | 30                             |

### Попис1991.
У попису становништва из 1991. године, Пауновац је имао 41 становника, следећег националног састава:
| Попис 1991.‍ | Попис 1991.‍ | Попис 1991.‍ | Попис 1991.‍ | Попис 1991.‍ |
| ----------- | ----------- | ----------- | ----------- | ----------- |
|             |             |             |             |             |
| Хрвати      | Хрвати      |             | 23          | 56,09%      |
| Срби        | Срби        |             | 6           | 14,63%      |
| Југословени | Југословени |             | 5           | 12,19%      |
| Роми        | Роми        |             | 3           | 7,31%       |
| Словенци    | Словенци    |             | 1           | 2,43%       |
| непознато   | непознато   |             | 3           | 7,31%       |
| укупно: 41  |             |             |             |             |

### Попис1910.
| Пауновац                                                                                | Пауновац |
| --------------------------------------------------------------------------------------- | --- |
| језик                                                                                   | вера |
| укупно: 99 Српски 60 (60,60%) Хрватски 36 (36,36%) Словеначки 2 (2,02%) Чешки 1 (1,01%) | <div style="border:solid transparent;position:absolute;width:100px;line-height:0;<div style="border:solid transparent;position:absolute;width:100px;line-height:0; укупно: 99 Православци 60 (60,60%) Римокатолици 39 (39,39%) - (-%) |